# ネセバル

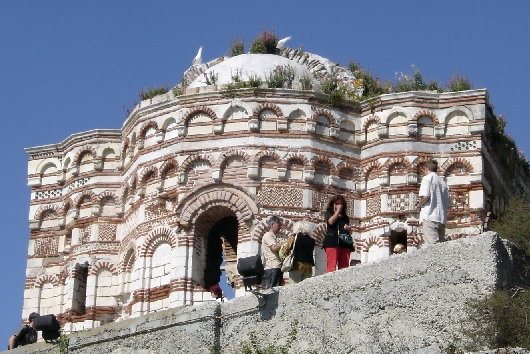
聖ヨハネ・アリトゥルゲトス教会（14世紀）

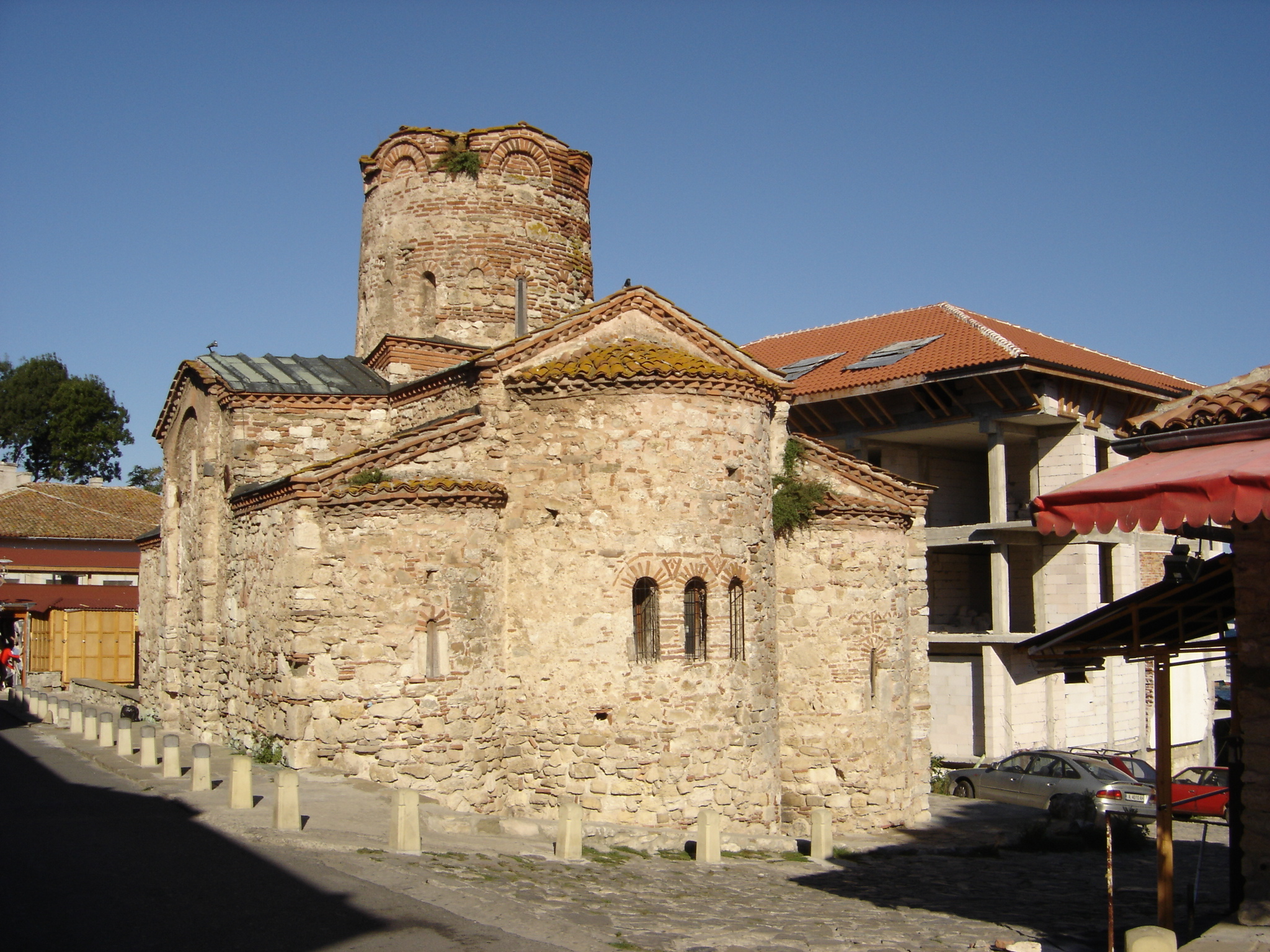
前駆授洗イオアン聖堂（11世紀）

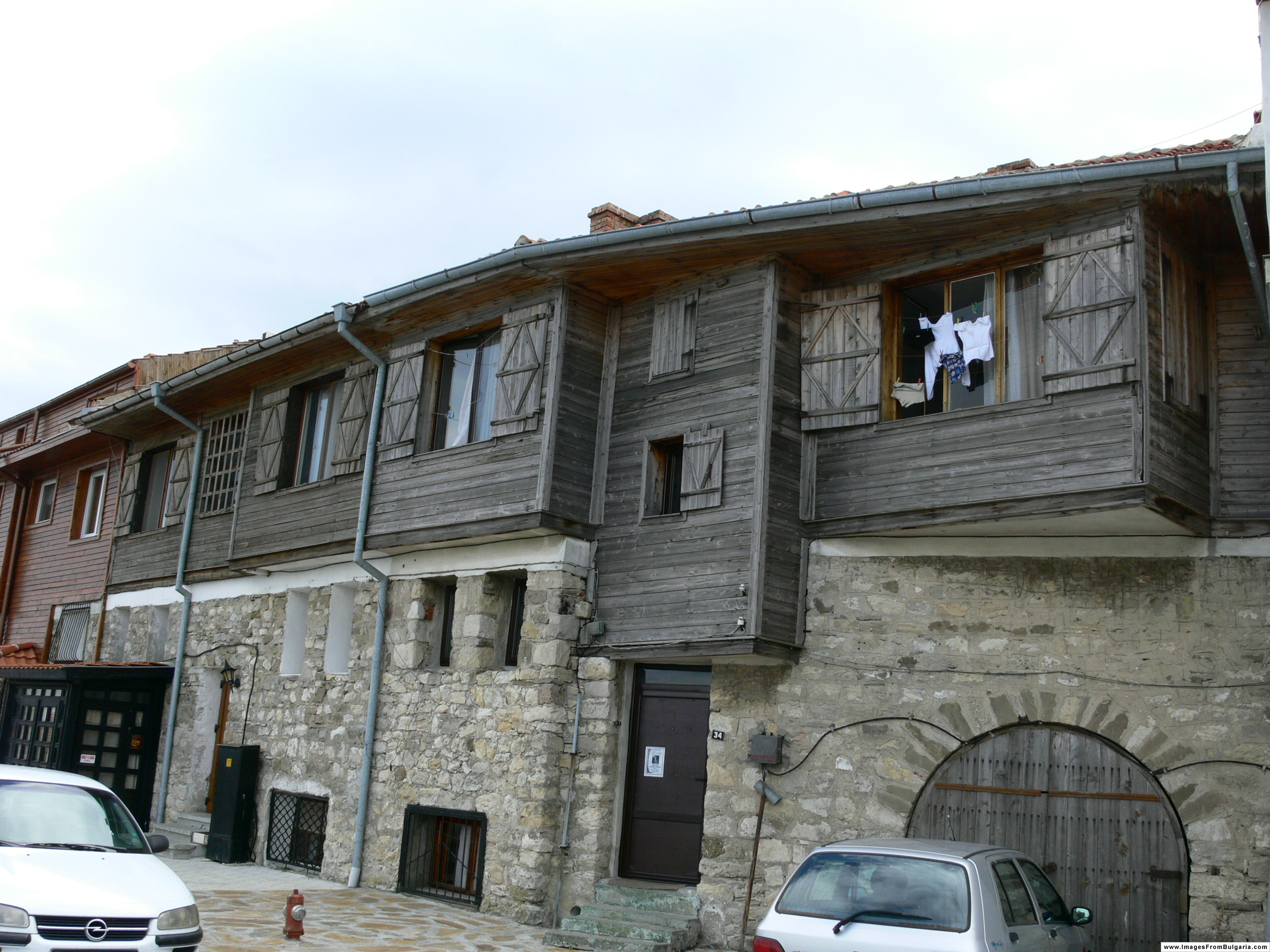
ネセバルの木造建築

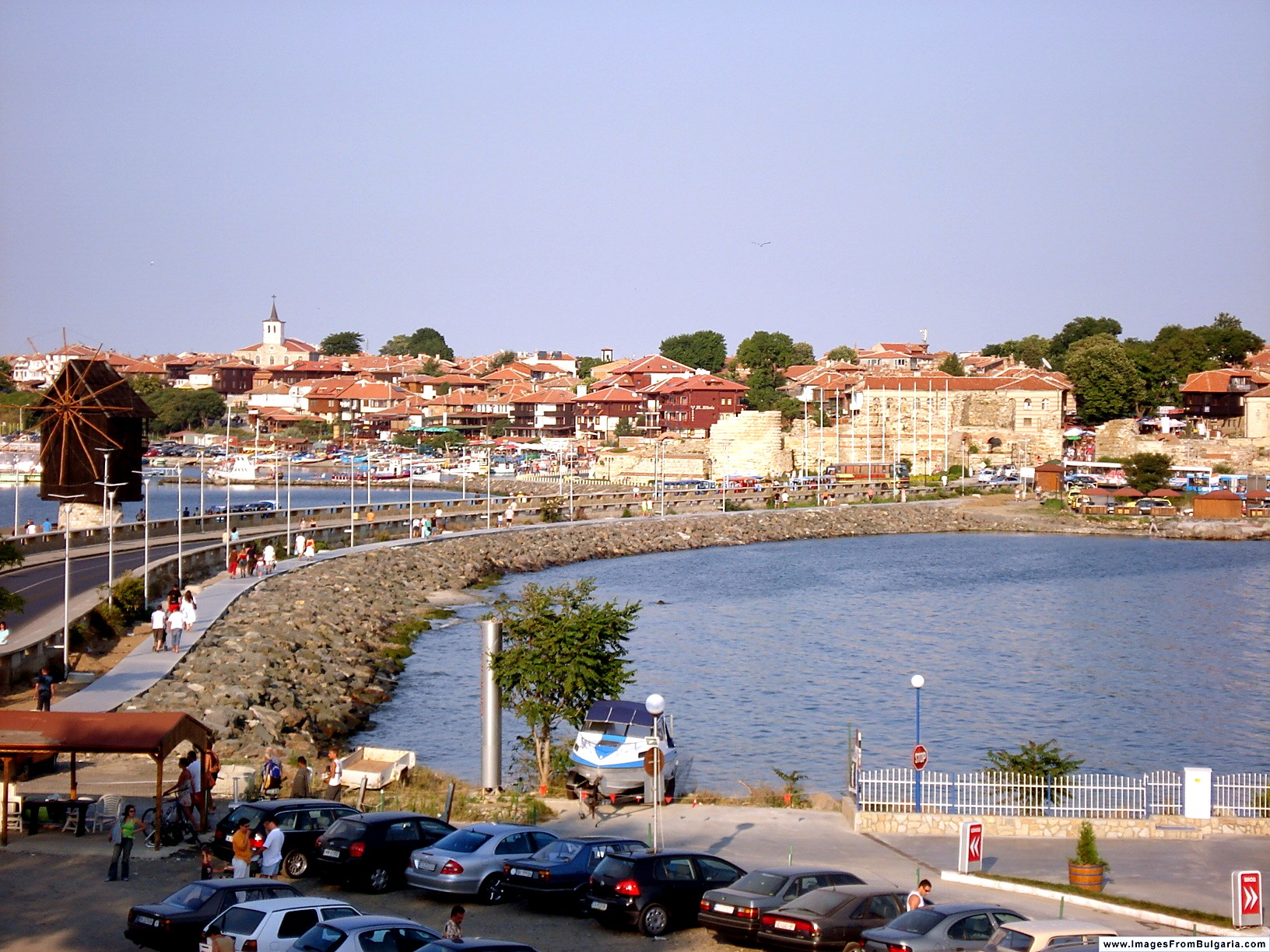
ネセバルの旧市街

ネセバル、あるいはネセブル（Nesebar, Nessebar, Nesebur, ブルガリア語: Несебър, [nɛˈsɛbɐr]）は、ブルガリアの古代都市であり、現在では海岸沿いのリゾート地となっているブルガス州の町、およびそれを中心とした基礎自治体。トラキア語での名称はメネブリア (Menebria)、現代ギリシャ語ではメシンヴリア (Μεσημβρια、Mesimvria)、かつての名称はメセンブリア (Mesembria) である。ネセバルは3千年紀を超える長い歴史に裏付けられた、豊かな都市博物館である。
ネセバルは黒海で最も有名な観光地であり、リゾート地である。ネセバル付近には多くのリゾート拠点があるが、その中で最大のものは町のすぐ北に位置しているサニー・ビーチである。
ネセバルの古代都市は、細長い人工の地峡によって大陸部とつながった半島（かつては完全な島であった）の上に築かれ、その地形ゆえに多くの異なる文明による征服から逃れてきた。その豊富な歴史的建造物の存在により、ネセバルは1983年にUNESCOの世界遺産に登録された（ID217）。

## 歴史
もともとは、紀元前千年紀に興ったメナブリア (Menebria) という名のトラキア人の集落であり、メガラ (Megara) からきたドーリア人によって紀元前6世紀初頭にギリシャ植民地となった。以降、重要な交易拠点として、アポロニア（ソゾポル）のライバルとなった。ヘレニズム時代の遺物にはアクロポリス、アポローンの神殿、そしてアゴラがある。青銅、銀のコインが紀元前5世紀から、金のコインが紀元前3世紀から鋳造されていた。
町は紀元前71年にローマ帝国の支配下となるが、その後も独自のコインの鋳造など以前からの特権は守られた。町は紀元後5世紀以降の東ローマ帝国時代には最も重要な要塞のひとつとなり、東ローマと第一次ブルガリア帝国の間の戦闘が行われた。812年にはブルガリア帝国のクルムによってブルガリアの支配下となったが、2週間の包囲の後に東ローマへと復した。864年にはブルガリア皇帝シメオン1世によって再征服され、再度ブルガリア領となった。
第二次ブルガリア帝国の時代もまた、ネセバルはブルガリアと東ローマの争いの的となり、ブルガリア帝国のイヴァン・アレクサンダル帝（在位1331年-1371年）の支配下で繁栄を謳歌したが、サヴォイア伯アメデーオ6世 (en) 率いる十字軍に征服された。1366年に町は東ローマの支配下に復する。町のスラヴ語名称であるネセバル (Nesebar)、あるいはメセバル (Mesebar) の名は11世紀以降使われていたことが明らかにされている。
中世からの建造物には、5世紀-6世紀にかけての「古主教区」（Стара Митрополия / Stara Mitropoliya、en。聖ソフィア聖堂。トランセプトがない）、10世紀の聖堂（生神女聖堂）、11世紀の「新主教区」（Нова Митрополия / Nova Mitropoliya、en。聖ステファン聖堂）、聖パラスケヴァ聖堂 (en)、聖テオドレ聖堂、大天使ミハイル・ガウリール聖堂、聖ヨハネ・アリトゥルゲトス教会などがある。
町は1453年に東ローマ帝国からオスマン帝国の支配下へと変わり、町は衰退を始めるが、その歴史的遺物は保存され、また19世紀にはブルガリアの黒海沿岸部で典型的な東ルメリア様式の木造建築の家屋が建ったことでその重みを増した。1878年のブルガリア解放以降は、ネセバルはオスマン帝国の自治州である「東ルメリ自治州」の一部となり、後の1886年に同自治州がブルガリアに併合されたことにより、ブルガリア領となった。
19世紀の末には、ネセバルはギリシャ人の漁民、ワイン生産者の住む小さな村となっていたが、20世紀に入ってからはブルガリアの沿岸部リゾートの要として開発が進められた。1925年の住民交換によりギリシャ人が追放されてから新市街が建設され、歴史的地区は修復された。

## 聖堂
ネセバルは、ときに面積あたりの聖堂の数が最も多い街といわれる。これはおそらく事実に反するが、それでもなおネセバルに立ち並ぶ多様な聖堂は特筆すべきものである。その代表的な聖堂には次のようなものがある。
- 古主教区／聖ソフィア聖堂（5世紀-6世紀、en）
- 生神女エレウサ聖堂（6世紀、en）
- 前駆授洗イオアン聖堂（11世紀、en）
- 新主教区／聖ステファン聖堂（11世紀。16世紀-18世紀に修復、en）
- 聖テオドレ聖堂（13世紀、en）
- 聖パラスケヴァ聖堂（13世紀-14世紀、en）
- 大天使ミハイル・ガウリール聖堂（13世紀-14世紀、en）
- 全能者ハリストス聖堂（13世紀-14世紀、en）
- 聖ヨハネ・アリトゥルゲトス教会（14世紀、en）
- 聖スパス聖堂（17世紀、en）
- 聖クリメント聖堂（17世紀、en）

東ローマ帝国時代、ブルガリア帝国時代、オスマン帝国時代のいずれに建てられたものも、ネセバルの聖堂群は正教会における重要な建築遺跡であり、初期キリスト教様式から中世のクロス・ドーム様式への変遷の過程を見ることが出来る。

## 世界遺産登録基準
この世界遺産は世界遺産登録基準のうち、以下の条件を満たし、登録された（以下の基準は世界遺産センター公表の登録基準からの翻訳、引用である）。
- (3) 現存するまたは消滅した文化的伝統または文明の、唯一のまたは少なくとも稀な証拠。
- (4) 人類の歴史上重要な時代を例証する建築様式、建築物群、技術の集積または景観の優れた例。

## 町村
ネセバルは、ブルガス州ネセバル基礎自治体 (Община Несебър) の中心である。ネセバル自治体には、3町11村が存在している。

### 町
- ネセバル
- Sveti Vlas
- オブゾル

### 村

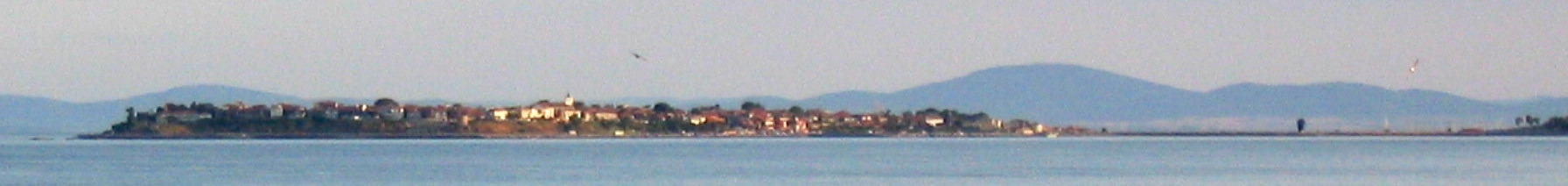
ネセバル歴史地区のパノラマ画像。半島部によって作られる湾の対岸から望む

- バニャ
- Gyulyovtsa
- エモナ
- Koznitsa
- コシャリツァ
- オリザレ
- パニツォヴォ
- プリセルツィ
- ラフダ
- ラコフスコヴォ
- タンコヴォ

## ギャラリー

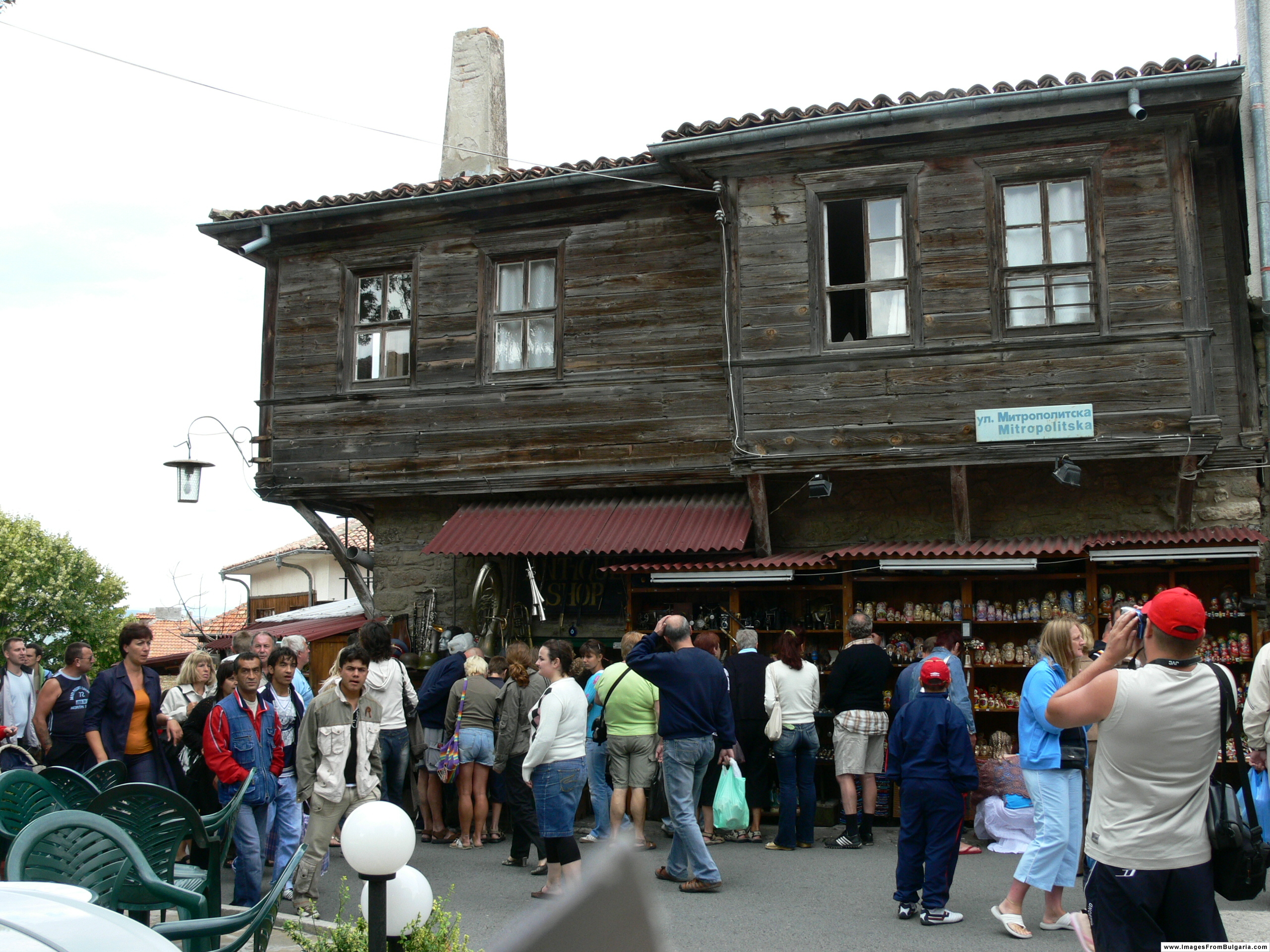
民族復興様式の木造建築
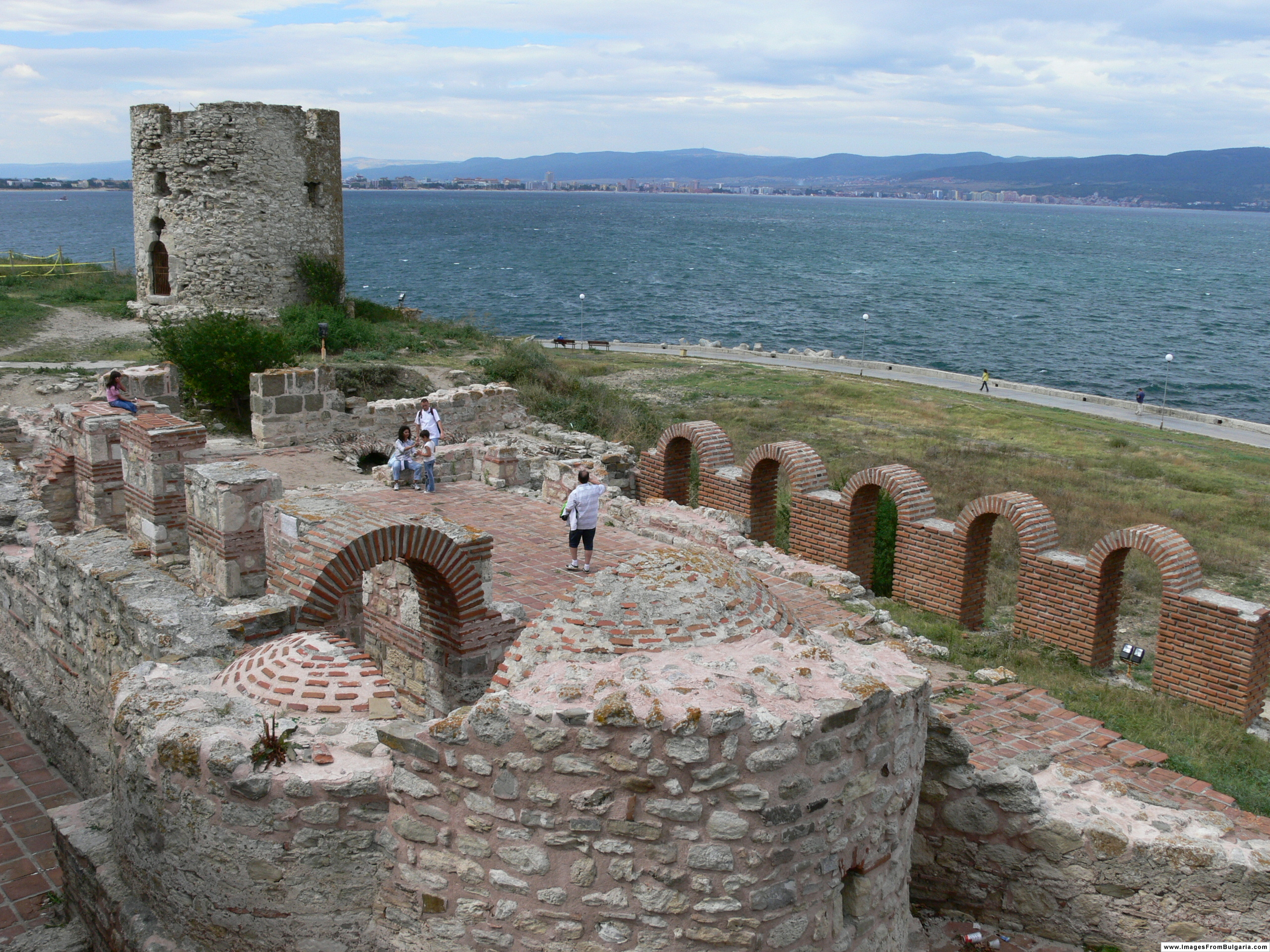
生神女エレウサ聖堂
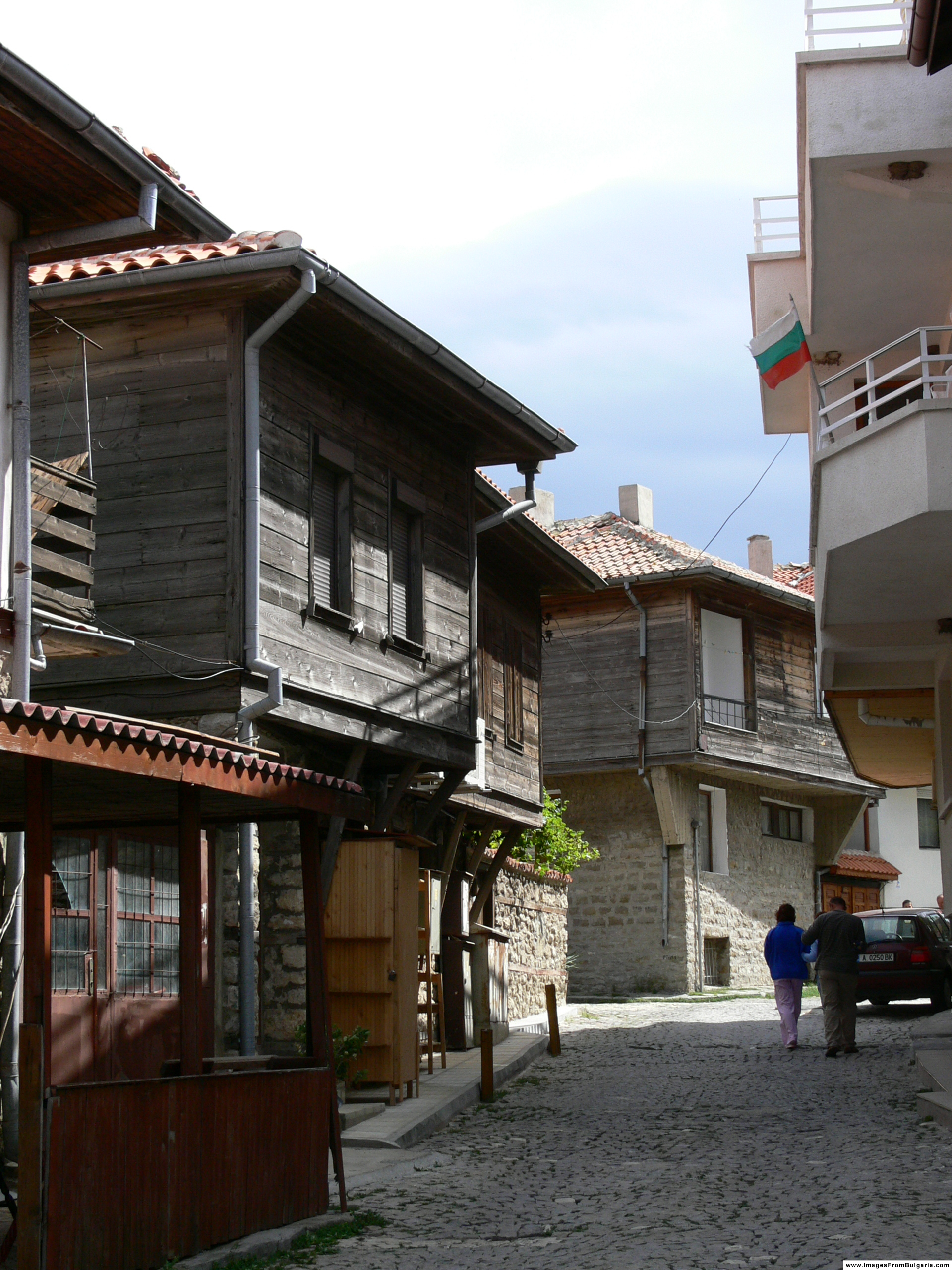
木造建築
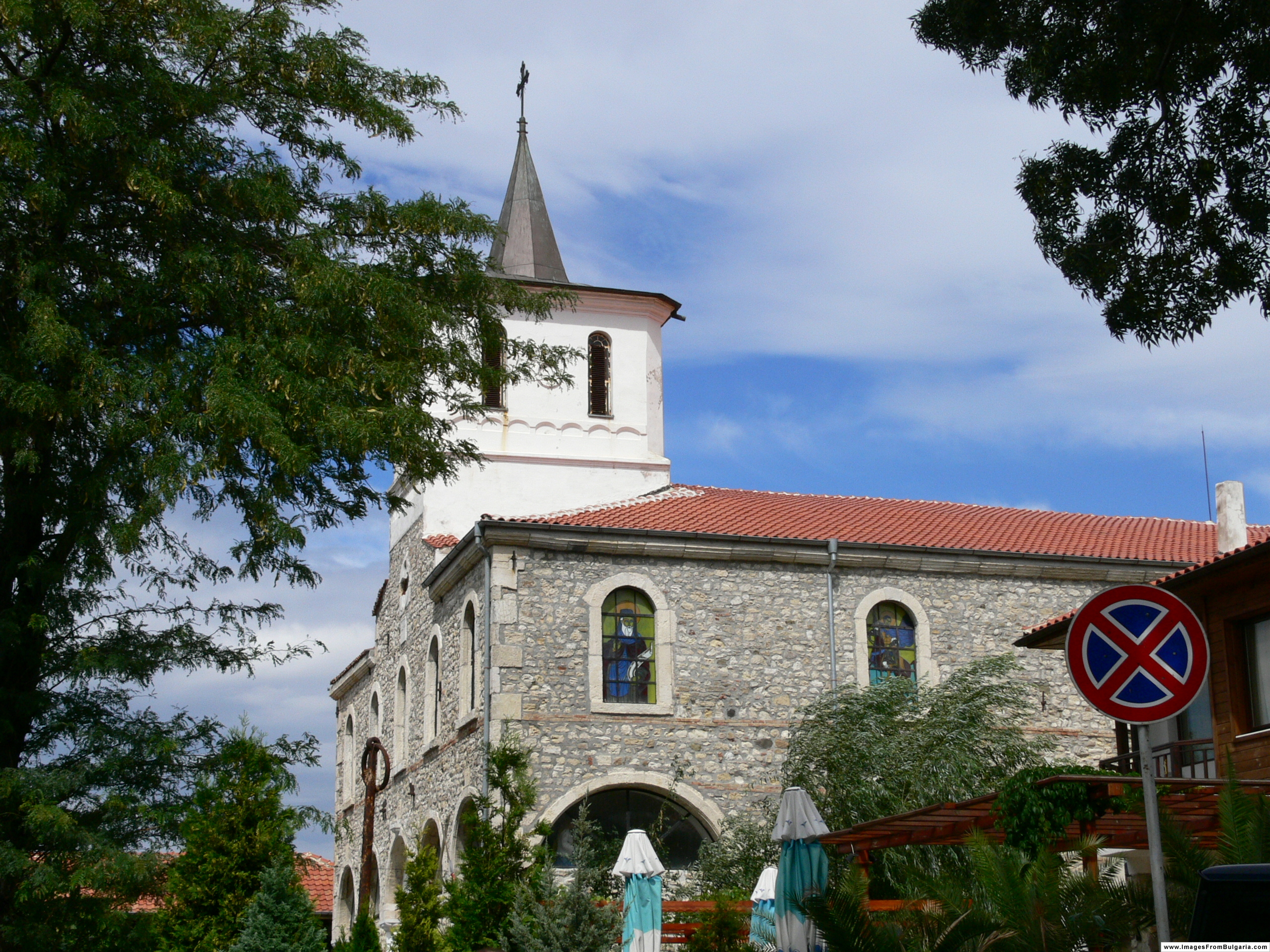
19世紀の聖堂
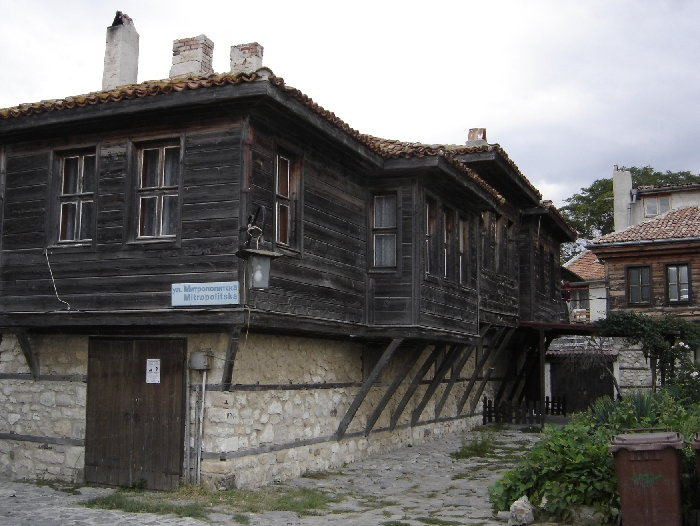
木造建築
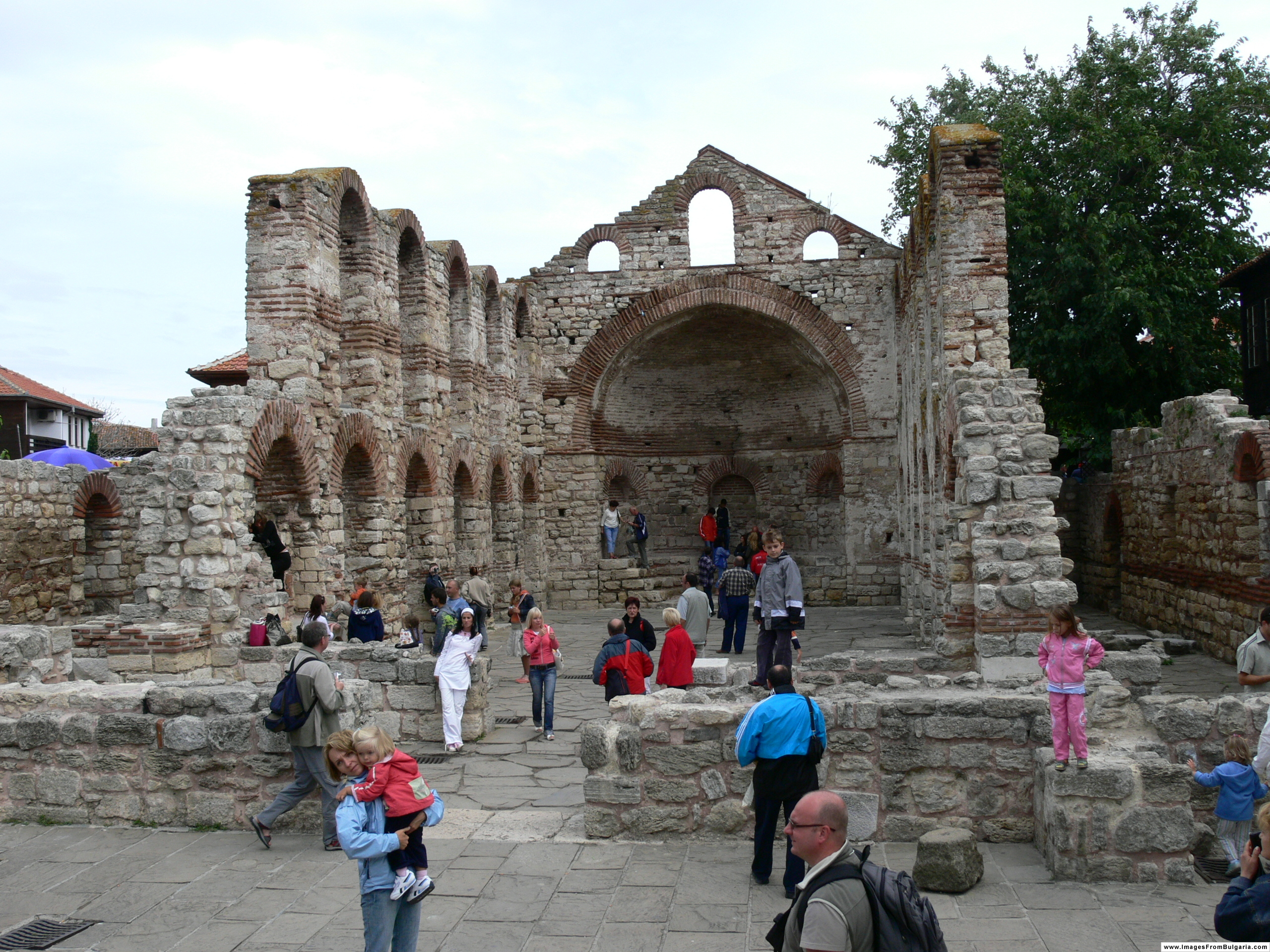
古主教区
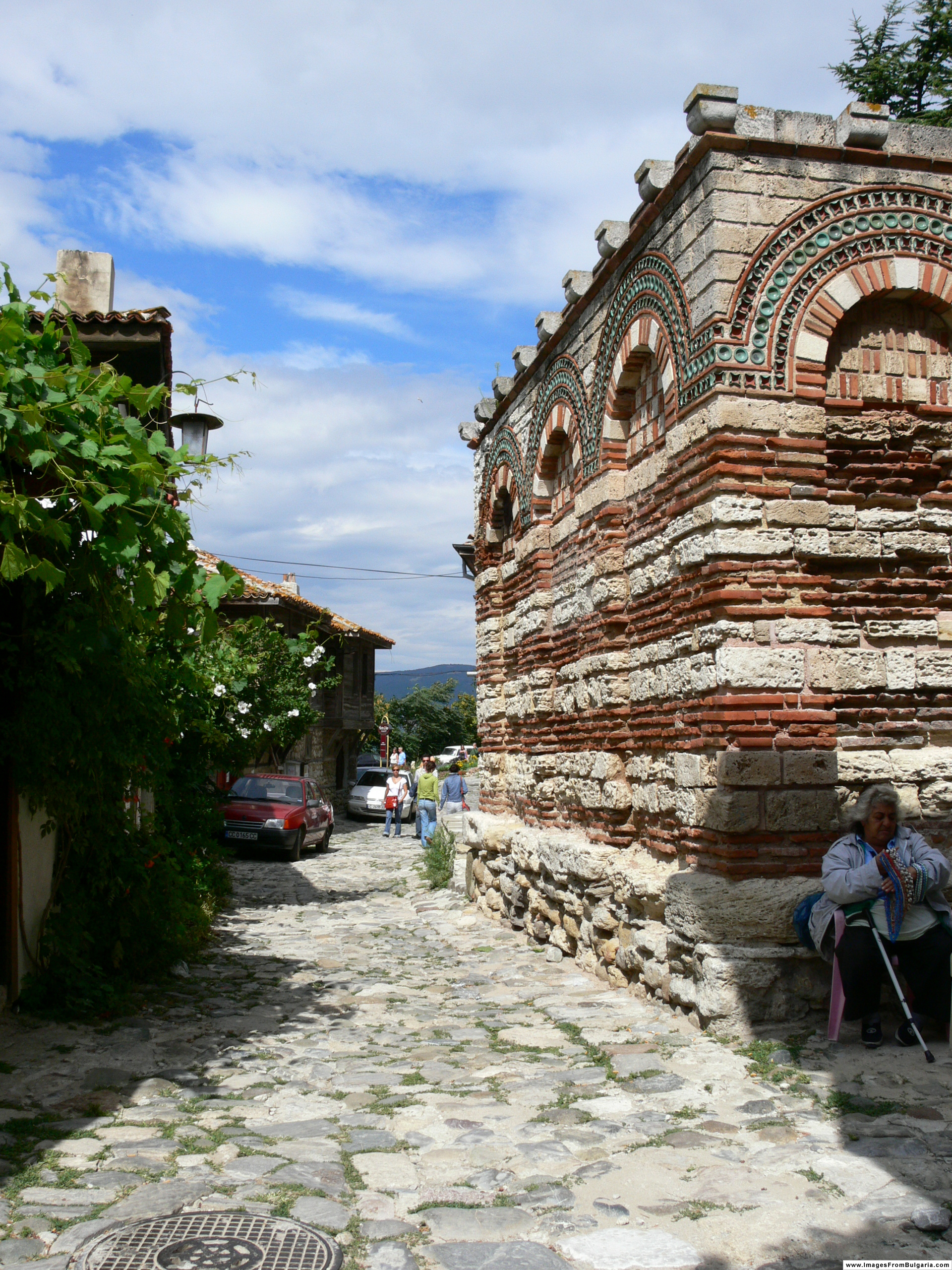
大天使ミハイル・ガウリール聖堂の壁
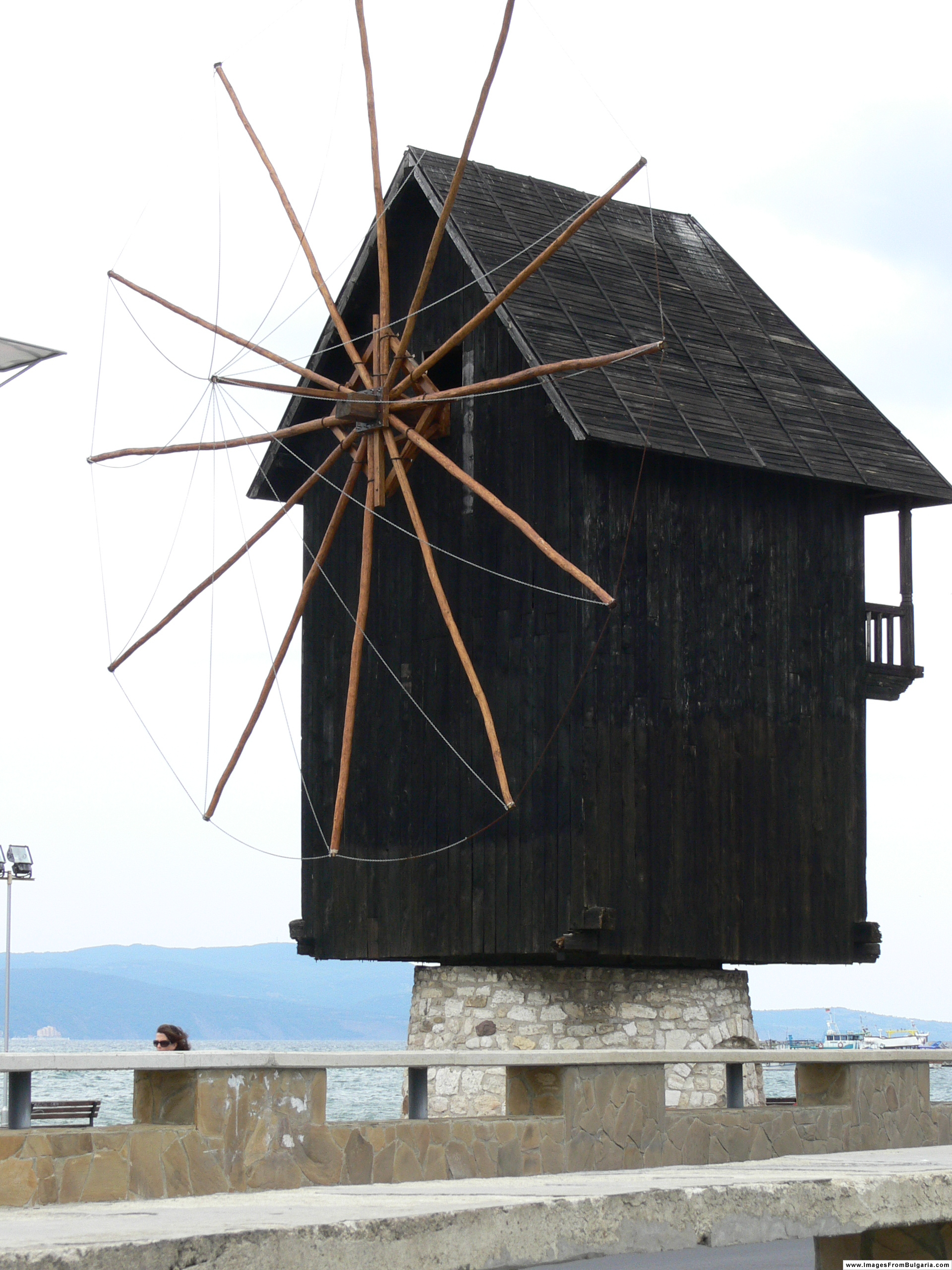
18世紀中ごろの風車